# Kamour
Kamour este o comună din departamentul Guerou, Regiunea Assaba, Mauritania, cu o populație de 5.908 locuitori.